# 29-й отдельный гвардейский тяжёлый танковый полк
29-й гвардейский отдельный тяжёлый танковый Львовский орденов Кутузова, Богдана Хмельницкого и Красной Звезды полк прорыва — танковая часть Красной Армии в Великой Отечественной войне. Участвовал в наступлении на брянском направлении, в Курской битве, Черниговско-Припятской, Проскуровско-Черновицкой, Львовско-Сандомирской, Сандомирско-Силезской, Нижне-Силезской, Верхне-Силезской, Берлинской и Пражской наступательных операциях.

## История
Полк начал формироваться в ноябре в Тамбовской области и сформирован в декабре 1942 года на базе 476-го отдельного танкового батальона как 29-й отдельный гвардейский танковый полк прорыва.
В его состав вошли 4 танковых роты, подразделения обеспечения и обслуживания.
В начале февраля 1943 года был включён во 2-ю танковую армию, которая формировалась в Тульской области. Впервые в бой вступил 28 февраля в ходе наступления войск Центрального фронта на брянском направлении. Летом 1943 года в составе 65-й армии Центрального фронта участвовал в битве под Курском. Во взаимодействии со стрелковыми соединениями армии вёл тяжёлые оборонительные бои с группировкой противника, наступавшей из района Севска. При переходе советских войск в контрнаступление участвовал в Орловской и Черниговской наступательных операциях.
В ноябре 1943 года был выведен в резерв Ставки ВГК. с 17.03.1945 переформирован в 117-й гвардейский тяжёлый танковый полк и укомплектован новой материальной частью. В конце февраля 1944 включён в 3-ю гвардейскую танковую армию 1-го Украинского фронта и в ходе Проскуровско-Черновицкой наступательной операции вёл бои западнее города Староконстантинов и на проскуровском направлении. В конце операции действовал в составе 1-й гвардейской армии. В Львовско-Сандомирской наступательной операции в тесном взаимодействии с частями 302-й стрелковой дивизии 60-й армии 1-го Украинского фронта прошёл с боями свыше 300 километров.
За отличие в боях при освобождении города Львов был удостоен почётного наименования Львовского (10 августа 1944 года).
В завершающем году Великой Отечественной войны полк успешно громил немецко-фашистских захватчиков в составе 4-го гвардейского танкового корпуса 59-й, затем 5-й гвардейской армии.
За образцовое выполнение заданий командования при освобождении от гитлеровцев Домбровского угольного бассейна и южной части Верхней Силезии был награждён орденом Кутузова 3-й степени (5 апреля 1945 года), а за форсирование реки Одер (Одра) юго-восточнее города Бреслау (Вроцлав) и проявленные при этом доблесть и мужество — орденом Красной Звезды (5 апреля 1945 года).
В Берлинской наступательной операции подразделения полка уничтожали огневые средства противника, поддерживая средние танки и пехоту. За отличие в боях при прорыве обороны немецко-фашистских войск на реке Нейсе и успешные действия в ходе наступления к реке Эльба и овладении городами Коттбус, Люббен, Цоссен, Беелитц, Лукенвальде, Тройенбритцен, Цана, Мариенфельде, Треббин, Рангсдорф, Дидерсдорф, Кельтов и проявленные при этом доблесть и мужество полк был награждён орденом Богдана Хмельницкого 2-й степени (28 мая 1945 года).
Боевой путь завершил, действуя в передовом отряде 4-го гвардейского танкового корпуса в боях за город Дрезден. За период Великой Отечественной войны сотни воинов полка были награждены орденами и медалями.

## Состав
Сформирован по штату № 010/267 (октябрь 1942), численностью 214 чел, 21 танк КВ.
13 февреля 1944 г. переведён на штат № 010/460:
- Управление полка
- Штаб полка
- Взвод управления
- Сапёрный взвод
- Хозяйственный взвод
- Полковой медицинский пункт (ПМП)
- 1-я танковая рота
- 2-я танковая рота
- 3-я танковая рота
- 4-я танковая рота
- Рота автоматчиков
- Рота технического обеспечения

## Подчинение
- 4-му гвардейскому танковому корпусу 5-й гвардейской армии

## Награды и наименование
- «Гвардейский» при формировании в декабре 1942 года
- «Львовский» За освобождение Львова полк был удостоен почётного наименования Львовский
- орден Кутузова II степени Указ Президиума ВС СССР от 05.04.1945. За образцовое выполнение заданий командования в боях с немецкими захватчиками при очищении от противника Домбровского угольного района и южной части промышленного района немецкой Верхней Силезии и проявленные при этом доблесть и мужество.
- орден Богдана Хмельницкого II степени Указ Президиума ВС СССР от 28.05.1945. За образцовое выполнение заданий командования в боях при прорыве обороны немцев на реке Нейссе и овладении городами Коттбус, Люббен, Цоссен, Беелитц, Лукенвальде, Тройенбритцен, Цана, Мариенфельде, Треббин, Рангсдорф, Дидерсдорф, Кельтов и проявленные при этом доблесть и мужество
- Орден Красной Звезды Указ Президиума ВС СССР от 05.04.1945 За образцовое выполнение заданий командования в боях с немецкими захватчиками при форсировании реки Одер юго-восточнее города Бреслау (Бреславль) и правленные при этом доблесть и мужество

## Командный состав полка
Полком командовали:
- подполковник Тезиков Павел Петрович (декабрь 1942 — октябрь 1944);
- подполковник Ищенко Василий Петрович (ноябрь 1944 — до конца войны);
- Начальники штаба полка;
- на 07.44, 08.44 Баженов Александр Александрович, гв. майор;
- на март и май 1945 Данилов Алексей Степанович, гв. майор;
- Заместитель командира полка по строевой части;
- Баженов Александр Александрович, гв. майор;
- Иванов Степан Сергеевич, майор (убит 10.08.1943 — ОБД).